# Neotheronia bicincta
Neotheronia bicincta là một loài tò vò trong họ Ichneumonidae.